# Embidopsocus laticeps
Embidopsocus laticeps är en insektsart som beskrevs av Edward L. Mockford 1963. Embidopsocus laticeps ingår i släktet Embidopsocus och familjen boklöss. Inga underarter finns listade i Catalogue of Life.